# Klauzál tér (Szeged)
A Klauzál tér Szeged belvárosának klasszicista stílusú tere. Kétemeletes, eklektikus stílusú műemlék házai 1872-73-ban épültek. Eredetileg a Széchenyi tér része volt, ugyanebben az időben választották le róla épületekkel.

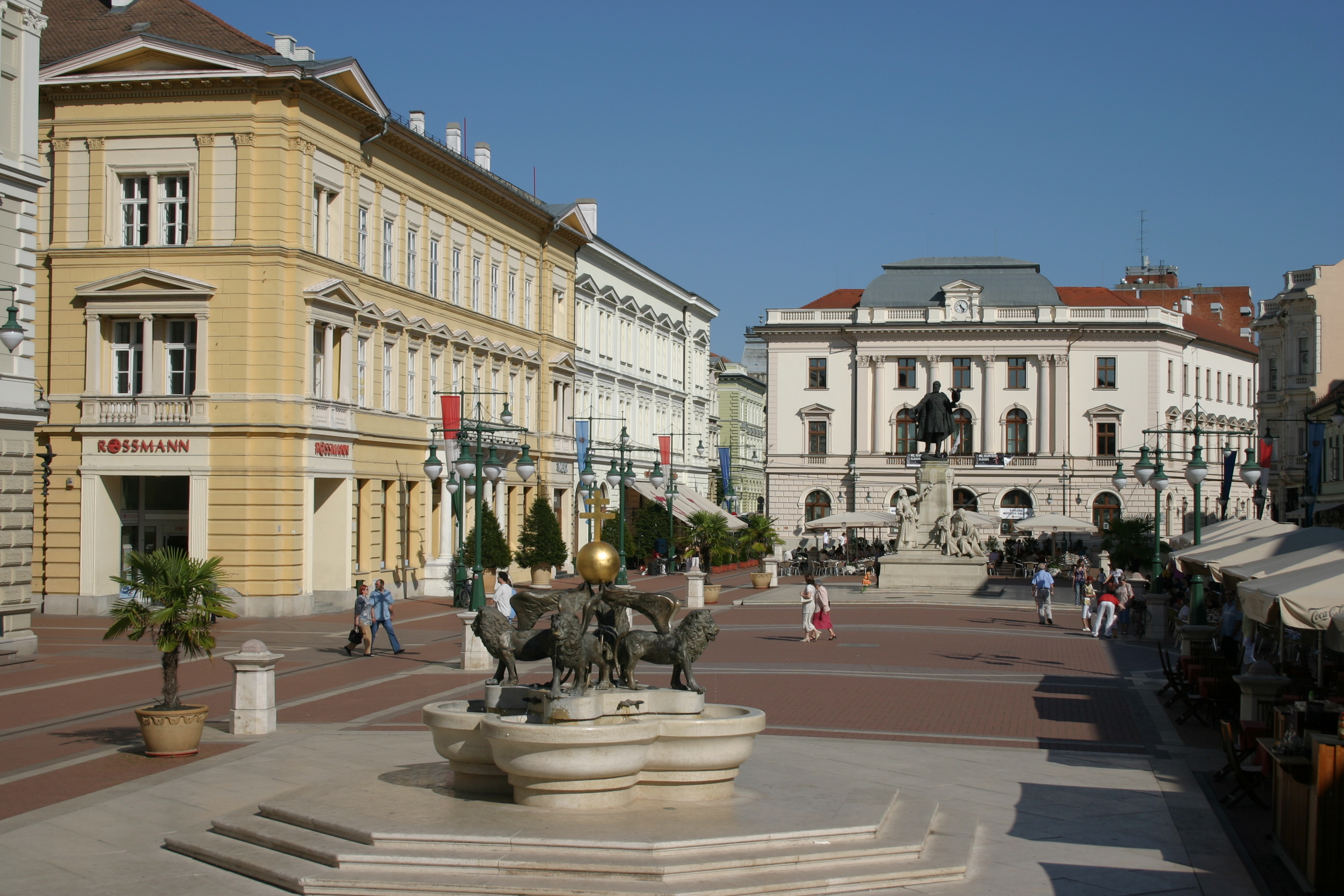
Előtérben: a millenniumi díszkút, mögötte: Kossuth szobra a Kárász-ház előtt

A szomszédos Kárász utca felől közelítve reneszánsz jelmezbe öltözött szobrok fogadják az érkezőt. A tér közepén Kossuth Lajos 1902-ben felavatott neobarokk szobra, Róna József alkotása áll; Kossuth 1848-ban a ma már nem létező Bauernfeind-ház erkélyéről szónokolt a népnek, majd a ma is létező Kárász-ház erkélyéről adta utolsó nyilvános hazai beszédét 1849. július 11-én, hatvanezer ember előtt. A szobor talapzatában a beírás: "Szegednek népe, nemzetem büszkesége" - így szólította meg Kossuth a szegedieket. 2000 óta áll a téren a Kárász-ház előtt a Millenniumi díszkút, Tóbiás Klára alkotása, mely az Árpád-házi királyoknak állít emléket. A Hitet, Becsületet, Bátorságot és Fényt szimbolizálják. Ezek a magyar múlt megtestesítői.
Felújítása után, 2003-ban a Klauzál tér és a Kárász utca Europa Nostra-díjat kapott.
Névadója, Klauzál Gábor miniszter negyven éven át lakott ezen a téren, abban a házban, melynek helyén ma a Klauzál tér 8. számú épület áll.

## Néhány híres épülete
- Új Zsótér-ház (Klauzál tér 1.): kora eklektikus, eredetileg szállodának épült. Az árvíz után innen irányították az újjáépítést. Földszintjén 1874-től a Virág cukrászda található.
- Kiss Dávid palota (Klauzál tér 3.): 1872-ben épült, terveit  Benkó Károly és Kolbenheyer Ferenc készítette. Nevét Kiss Dávid nagykereskedőről, a Szegedi Kereskedelmi és Iparbank első elnökéről kapta. A ház második emeletén lakott 1925 tavaszán Szabó Dezső, aki itt írta a Segítség! című regényének egy részét.
- Kárász-ház (Klauzál tér 5.): klasszicista stílusú, 1845-ben épült. Kossuth nemcsak utolsó beszédét mondta innen, hanem a román–magyar megbékélési tervezetet is itt írta alá július 14-én Nicolae Bălcescu román forradalmárral. 1857-ben megszállt itt Ferenc József.
- Wagner-ház (Klauzál tér 7.): klasszicizáló, a város egyik legrégebbi lakóháza. Egyike azon keveseknek, amelyek túlélték az árvizet, így egyike a kevés régebbi, egyemeletes háznak a téren.
- Lengyel-ház (Klauzál tér 8.): 1893-ban épült, a korábban a helyén álló házban lakott Klauzál Gábor, aki 1832-től Csongrád megye követe, majd az első népképviseleti kormány földmívelés-, ipar- és kereskedelemügyi minisztere volt.

## Galéria

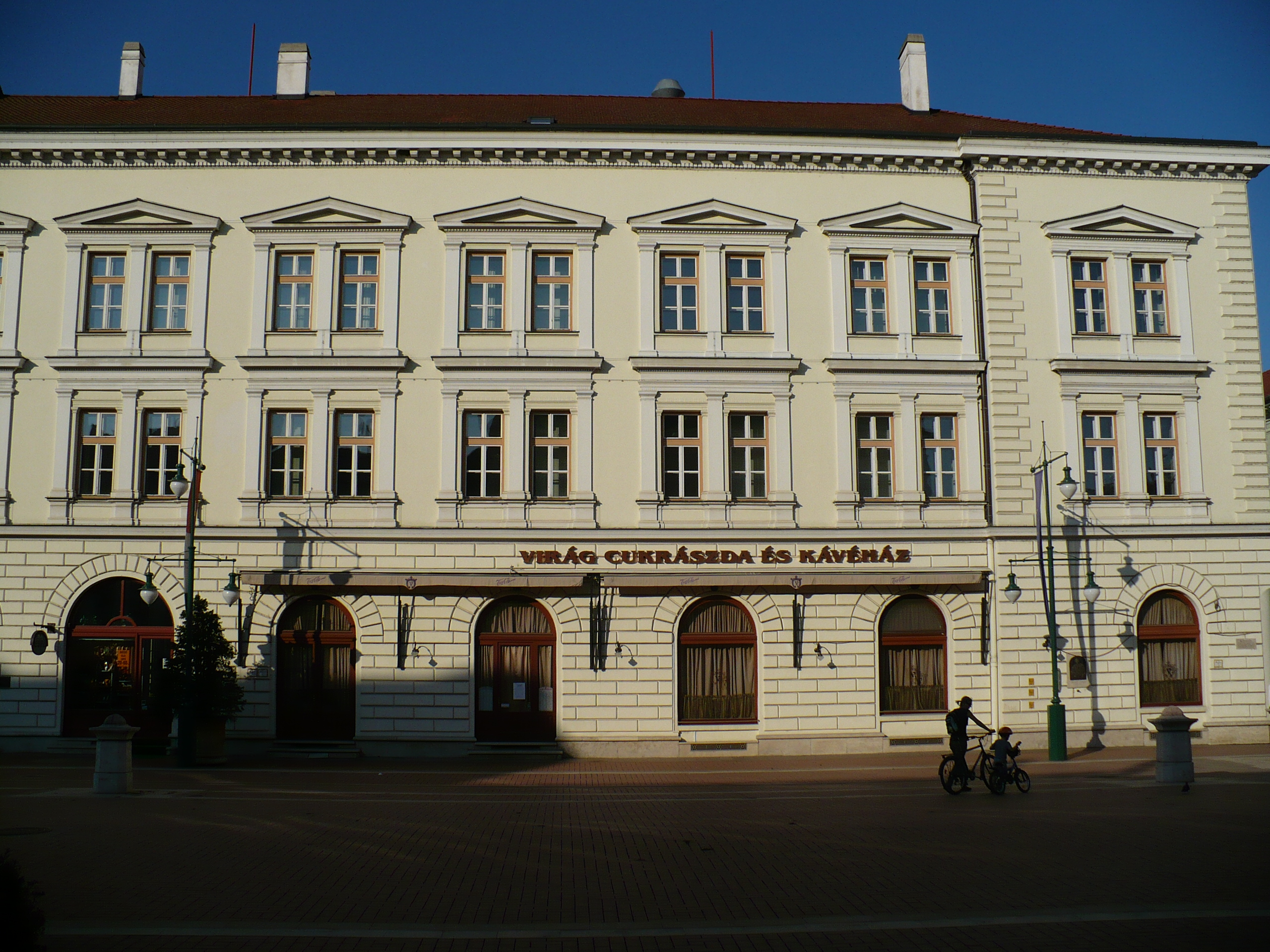
Új Zsótér-ház
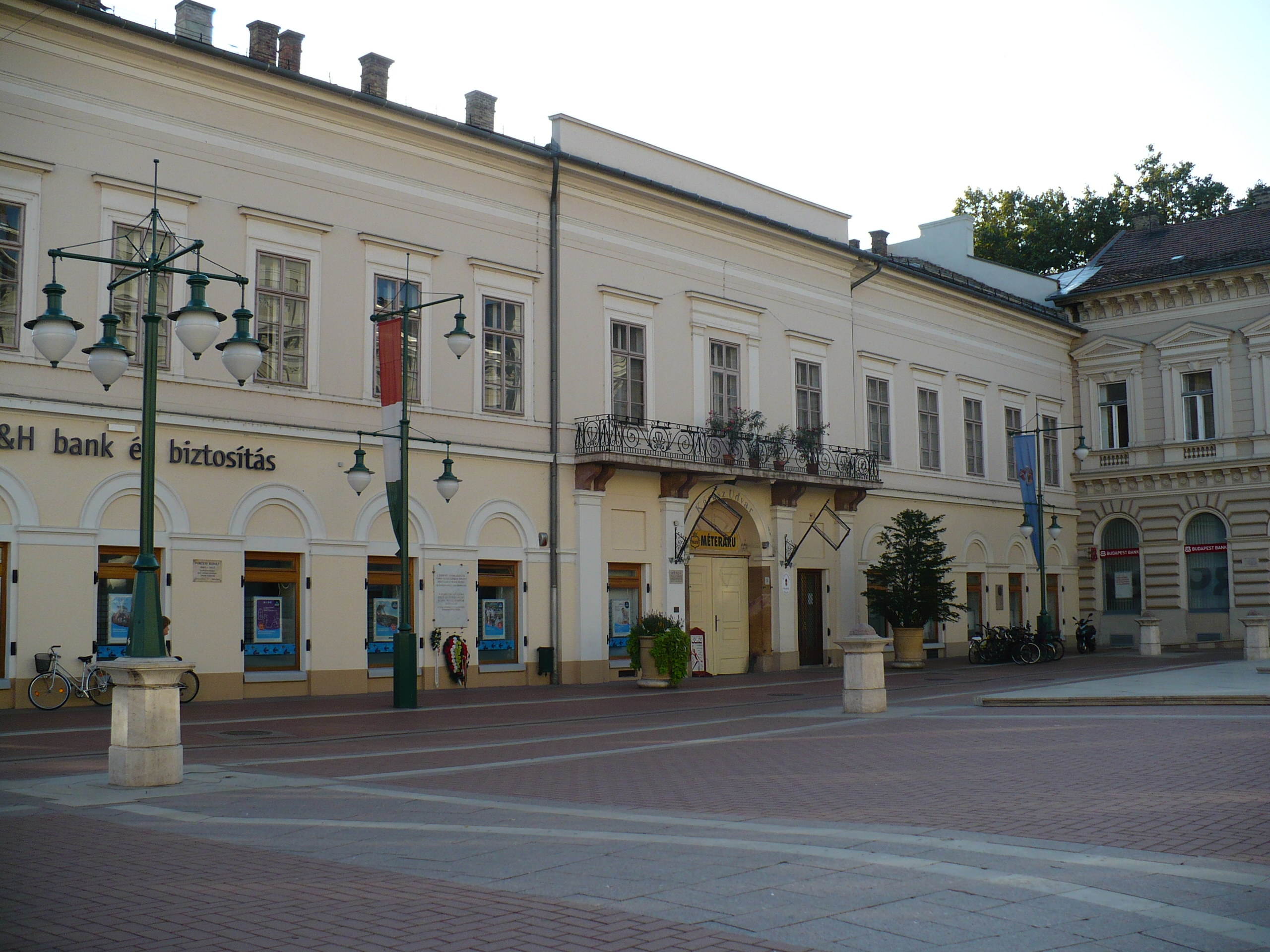
Kárász-ház
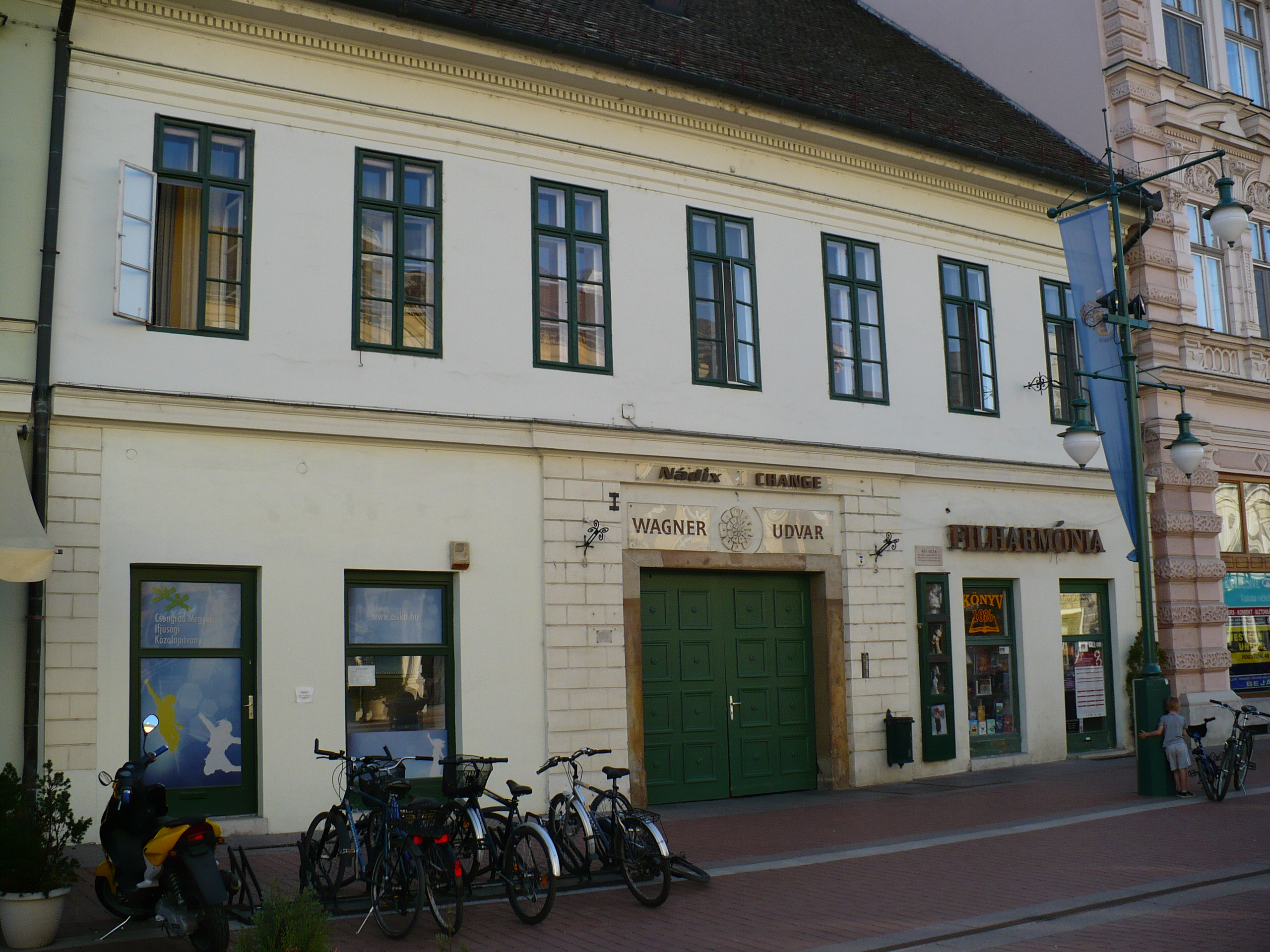
Wagner-ház
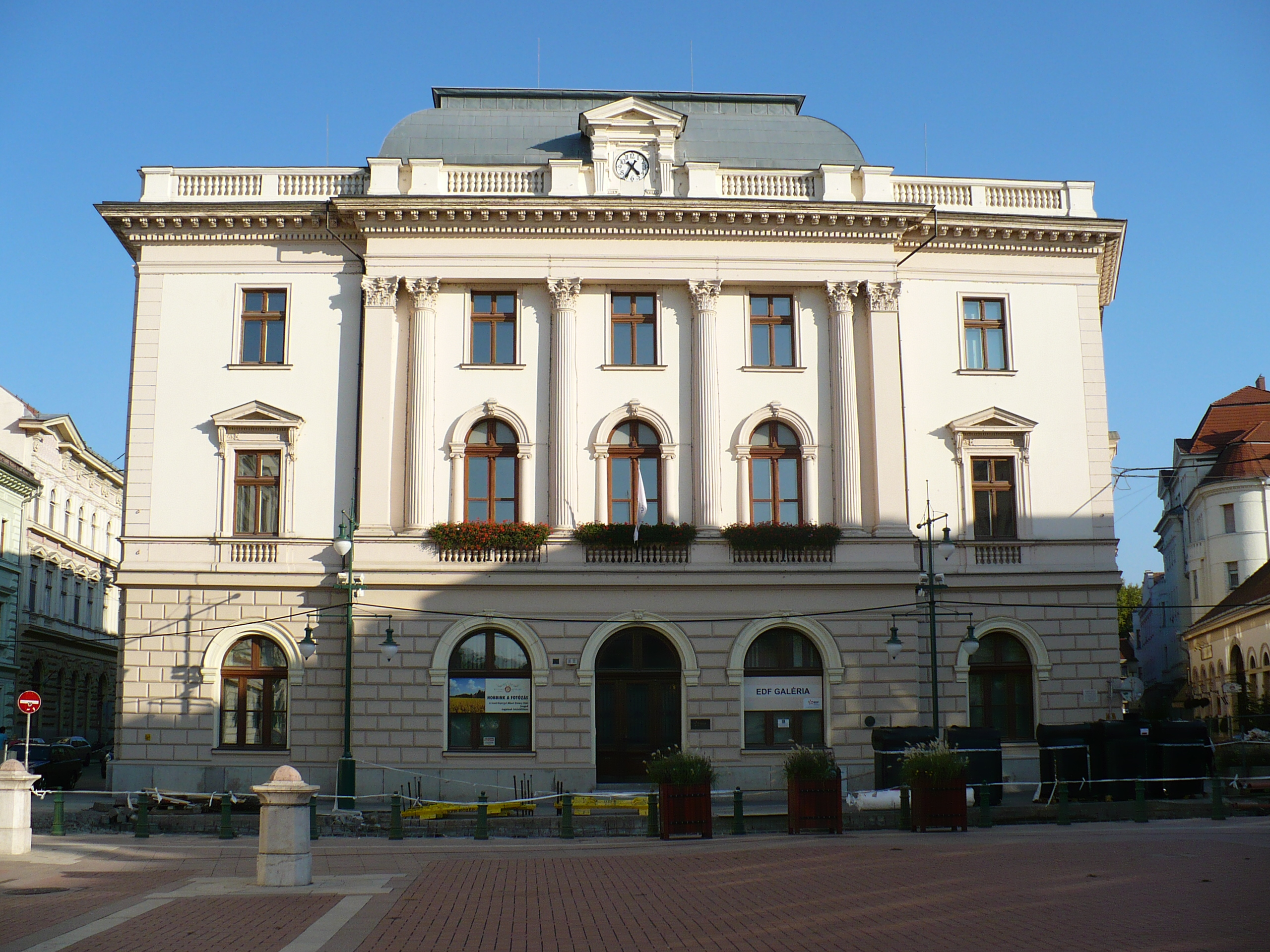
Volt Európa Szálló, Démász székház